# Fantasporto

Logo des Festivals

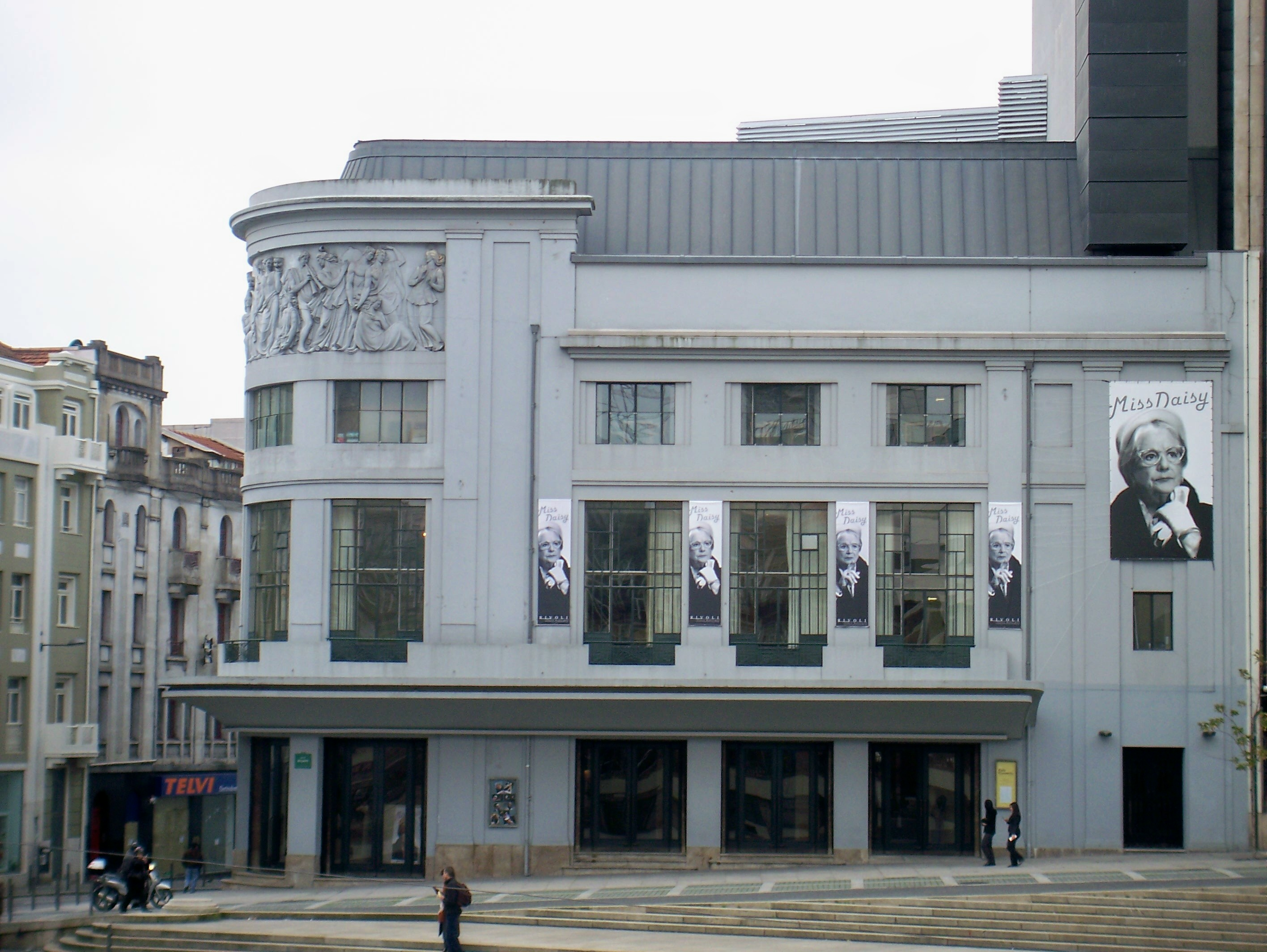
Festivalspielstätte Teatro Rivoli

Fantasporto – Festival Internacional de Cinema do Porto ist ein internationales Filmfestival, das jährlich in der portugiesischen Stadt Porto stattfindet. Es ist auf Fantasyfilm spezialisiert und eines der weltweit größten Filmfestivals für dieses Genre.
Fantasporto, auch unter dem Kürzel Fantas bekannt, fand erstmals 1981 statt. Es zählt jährlich mehr als 100.000 Besucher. Neben den Wettbewerbssektionen werden auch Retrospektiven veranstaltet, die meist bestimmten Ländern oder Filmschaffenden gewidmet sind. Veranstalter ist die Firma Cinema Novo CRL. Finanzielle Förderungen bezieht das Festival unter anderem vom portugiesischen Kulturministerium. 

## Filmpreise

### Überblick
Die zentrale Wettbewerbssektion des Festivals ist seit 1982 die offizielle Sektion für Fantasyfilme. Der Hauptpreis ist der Große Preis (Grande Prémio) für den besten Film. In der Fantasy-Sektion werden von einer internationalen Jury weitere Filmpreise vergeben, darunter für Regie, Drehbuch, Schauspiel und Special Effects sowie für den besten Kurzfilm.
Seit 1991 besteht die Sektion „Director’s Week“. Hier werden unter anderem Preise für den besten Film sowie für Regie, Drehbuch und Schauspiel verliehen. 
Für Filme aus Asien besitzt Fantasporto seit 2004 die Sektion „Orient Express“. Hier werden ein Preis für den besten Film und ein Spezialpreis der Jury vergeben. 
Auf mehreren europäischen Festivals für Fantasyfilm wird jeweils ein Spielfilm mit dem Preis Méliès d’Argent ausgezeichnet. Neben Fantasporto sind dies etwa das Brussels International Fantastic Film Festival oder das Sitges Festival Internacional de Cinema de Catalunya. Alle ausgezeichneten Filme konkurrieren dann um den Preis Méliès d’Or. Benannt ist der Filmpreis nach Georges Méliès. 
Am Fantasporto werden noch eine Reihe weiterer Filmpreise verliehen, darunter Publikumspreise, Kritikerpreise und Preise für das Lebenswerk.

### Preisträger des Großen Preises für den besten Film im Fantasy-Wettbewerb
| Jahr | Filmtitel                             | Regie                       | Land                             |
| ---- | ------------------------------------- | --------------------------- | -------------------------------- |
| 1982 | The Redeemer                          | Krsto Papić                 | Jugoslawien                      |
| 1983 | Scanners – Ihre Gedanken können töten | David Cronenberg            | Kanada                           |
| 1984 | Der letzte Kampf                      | Luc Besson                  | Frankreich                       |
| 1985 | Die Zeit der Wölfe                    | Neil Jordan                 | Vereinigtes Königreich           |
| 1986 | Fuego eterno                          | José Ángel Rebolledo        | Spanien                          |
| 1987 | Für die Sicherheit des Königreichs    | David Drury                 | Vereinigtes Königreich           |
| 1988 | A Chinese Ghost Story                 | Ching Siu-Tung              | Hongkong                         |
| 1989 | Der Affe im Menschen                  | George A. Romero            | USA                              |
| 1990 | Black Rainbow – Schwarzer Regenbogen  | Mike Hodges                 | Vereinigtes Königreich           |
| 1991 | Henry: Portrait of a Serial Killer    | John McNaughton             | USA                              |
| 1992 | Toto der Held                         | Jaco Van Dormael            | Belgien, Deutschland, Frankreich |
| 1993 | Braindead                             | Peter Jackson               | Neuseeland                       |
| 1994 | Cronos                                | Guillermo del Toro          | Mexiko, USA                      |
| 1995 | Kleine Morde unter Freunden           | Danny Boyle                 | Vereinigtes Königreich           |
| 1996 | Sieben                                | David Fincher               | USA                              |
| 1997 | Bound – Gefesselt                     | Wachowski-Brüder            | USA                              |
| 1998 | Retroactive                           | Louis Morneau               | USA                              |
| 1999 | Cube                                  | Vincenzo Natali             | Kanada                           |
| 2000 | Siam Sunset – Unverhofft kommt oft    | John Polson                 | Australien                       |
| 2001 | Amores Perros                         | Alejandro González Iñárritu | Mexiko                           |
| 2002 | Fausto 5.0                            | La Fura dels Baus           | Spanien                          |
| 2003 | Intacto                               | Juan Carlos Fresnadillo     | Spanien                          |
| 2004 | A Tale of Two Sisters                 | Kim Ji-woon                 | Südkorea                         |
| 2005 | Nothing                               | Vincenzo Natali             | Kanada                           |
| 2006 | Frostbiten                            | Anders Banke                | Schweden, Russland               |
| 2007 | Pans Labyrinth                        | Guillermo del Toro          | Spanien                          |
| 2008 | REC                                   | Jaume Balagueró, Paco Plaza | Spanien                          |
| 2009 | Idiots and Angels                     | Bill Plympton               | USA                              |
| 2010 | Heartless                             | Philip Ridley               | Vereinigtes Königreich           |
| 2011 | Zwart water                           | Elbert van Strien           | Niederlande                      |
| 2012 | Hell                                  | Tim Fehlbaum                | Deutschland                      |
| 2013 | Mama                                  | Andrés Muschietti           | Spanien, Kanada                  |
| 2014 | Miss Zombie                           | Hiroyuki Tanaka             | Japan                            |
| 2015 | Liza, die Fuchsfee                    | Károly Ujj Mészáros         | Ungarn                           |
| 2016 | Sirenengesang                         | Agnieszka Smoczyńska        | Polen                            |
| 2017 | Realive                               | Mateo Gil                   | Spanien                          |
| 2018 | Hungrig (Les Affamés)                 | Robin Aubert                | Kanada                           |
| 2019 | Last Sunrise (Zui Hou De Ri Chu)      | Wen Ren                     | China                            |
| 2020 | Ghostmaster (Gôsuto masutâ)           | Paul Young                  | Japan                            |
| 2021 | Suicide Forest Village (樹海村)       | Takashi Shimizu             | Japan                            |
| 2022 | Follow Her                            | Sylvia Caminer              | USA                              |